# Carterornis pileatus castus
El monarca de las Tanimbar (Carterornis pileatus castus) es una subespecie de ave paseriforme de la familia Monarchidae endémica de las islas Tanimbar. Su clasificación es discutida, unos lo consideran una subespecie del monarca nuquiblanco (Carterornis pileatus) mientras que otros lo consideran una especie separada.

## Distribución
Se encuentra en las selvas de las islas Tanimbar y, quizá, de Kilsuin (islas Tayandu).  